# بلانکنباخ
بلانکنباخ (به آلمانی: Blankenbach) یک شهر در آلمان است که در آشافنبورگ واقع شده‌است. بلانکنباخ ۱٬۶۰۸ نفر جمعیت دارد.